# Allan Ganley
Allan Anthony Ganley (Tolworth, Surrey, 11 maart 1931 – Slough, 29 maart 2008) was een Engelse jazzdrummer en -arrangeur, die met veel beroemde musici heeft gespeeld.

## Loopbaan
Ganley was als drummer een autodidact. Begin jaren vijftig speelde hij in het dansorkest van Bert Ambrose. In 1953 werd hij meer bekend als lid van de groep van Johnny Dankworth, indertijd de meest populaire jazzband in Engeland. Datzelfde decennium werkte hij met pianist Derek Smith, Dizzy Reece, klarinettist Vic Ash, Ronnie Scott en verschillende bezoekende Amerikaanse musici. Eind jaren vijftig leidde hij met Ronnie Ross een kleine groep: the Jazzmakers.
Begin jaren zestig werkte Ganley veel met Tubby Hayes, hij speelde in diens kleine groepen en bigbands. Hij was ook huisdrummer in Ronnie Scott's Jazz Club en begeleidde daar Amerikaanse topnamen als Dizzy Gillespie, Stan Getz, Jim Hall, Freddie Hubbard en Rahsaan Roland Kirk. Begin jaren zeventig studeerde hij aan Berklee College of Music in Boston, Massachusetts, daarna keerde hij terug naar het Verenigd Koninkrijk om daar een bigband te beginnen waarmee hij in de tien jaar die volgden sporadisch actief was.
In de jaren zeventig en tachtig was hij te zien en te horen op talloze uitzendingen en speelde hij mee op veel opnames. Hij speelde met musici in allerlei genres. Hij beheerste alle stijlen, van traditionele jazz tot post-bop en van bigband tot mainstream jazz, en altijd swingde hij. Enkele musici waarmee hij in die tijd werkte: Digby Fairweather, Bud Freeman, Slim Gaillard, Brian Lemon en Dick Sudhalter. In de jaren negentig was hij eveneens actief, hij speelde ook nu in clubs en op festivals en maakte tevens uitstapjes naar het buitenland. Hij was een dienende speler en was zo een perfecte begeleider voor uiteenlopende pianisten (van Teddy Wilson tot Al Haig) en voor zangers (van Carol Kidd tot Blossom Dearie). Hij leidde een eigen trio met Dave Cliff en Geoff Simkins.
Ganley leverde als arrangeur ook charts voor belangrijke Britse musici en voor de BBC Radio Big Band.